# Paul M. Naghdi
Paul Mansour Naghdi  (* 29. März 1924 in Teheran; † 9. Juli 1994 in Berkeley) war ein iranisch-US-amerikanischer Bauingenieur und Ingenieurwissenschaftler für Mechanik. Er war Professor an der University of California, Berkeley.

## Leben und Werk
Naghdi kam 1943 in die USA, um dort zu studieren. Er besuchte die Cornell University, an der er 1946 seinen Bachelor-Abschluss in Technischer Mechanik (Mechanical Engineering) machte (und u. a. Hydrodynamik bei Sydney Goldstein hörte und Elastizitätstheorie bei James N. Goodier), und die University of Michigan, an der er 1948 seinen Master-Abschluss machte. Er war dort ein Schüler von Stephen Timoshenko, der 1949 als Gastprofessor über die Theorie der Platten vortrug. Im gleichen Jahr wurde er US-Staatsbürger. Ab 1949 war er Instructor an der University of Michigan, an der er 1950 promoviert wurde. 1951 wurde er Assistant Professor, 1953 Associate Professor und 1954 erhielt er eine volle Professur an der University of Michigan. 1958 wurde er Professor in Berkeley, wo er die Abteilung Angewandte Mechanik mit begründete und 1964 bis 1969 deren Vorstand war. 1963 und 1971 war er Miller Professor in Berkeley. Ab 1991 war er Roscoe and Elizabeth Hughes Professor of Mechanical Engineering. 1994 ging er in den Ruhestand und erhielt die Berkeley Citation als höchste Auszeichnung der Universität. Im selben Jahr starb er an Lungenkrebs.
Er befasste sich mit vielen Bereichen der theoretischen Mechanik und Kontinuumsmechanik, besonders Schalentheorie (wo er auf der Basis der Cosserat Fläche eine allgemeine dynamische Theorie der Deformation von Schalen entwickelte und 1972 den Artikel über Platten und Schalen im Handbuch der Physik schrieb) und Plastizitätstheorie (infinitesimale plastische Deformationen, worüber er 1960 einen Review-Artikel schrieb und große Deformationen, wobei er mit Albert E. Green zusammenarbeitete, den er zuerst 1955 traf). Er arbeitete auch über lineare und nichtlineare Elastizitätstheorie, Viskoelastizität, Theorie deformierbarer Stäbe, Flüssigkeitsjets und Flächen von Flüssigkeiten (die er nach dem Vorbild der Cosserat Fläche in der Schalentheorie behandelte und auf unterschiedlichste hydrodynamische Probleme anwandte), Thermomechanik, Theorie von Mischungen, allgemeine Kontinuumsmechanik. Er arbeitete häufig mit dem mit ihm befreundeten britischen Theoretiker Albert E. Green zusammen (z. B. in der Thermomechanik und Theorie der Mischungen), der deswegen häufig Gastwissenschaftler in Berkeley war.
1972 stand er dem Komitee für Angewandte Mechanik der ASME vor und 1979/1980 dem nationalen US-Komitee für Theoretische und Angewandte Mechanik. 1956 erhielt er den Distinguished Faculty Award der University of Michigan. 1958 war er Guggenheim Fellow. 1961 erhielt er den George Westinghouse Award der ASEE und 1980 die Timoschenko-Medaille der ASME. 1983 wurde er Ehrenmitglied der ASME. 1984 wurde er Fellow der National Academy of Engineering. 1986 erhielt er die Eringen Medal. Er war Ehrendoktor der Katholischen Universität Löwen (1992) und der National University of Ireland (1987).
Er war verheiratet und hatte einen Sohn und zwei Töchter.

## Schriften
- Foundations of elastic shell theory, in Ian Sneddon, Rodney Hill (Hrsg.) Progress in solid mechanics, Band 4, 1963, North Holland, S. 1–90
- The theory of shells and plates, in Clifford Truesdell (Hrsg.) Mechanics of Solids II, Handbuch der Physik (Herausgeber Siegfried Flügge), Vol. VIa/2, Springer Verlag 1972, S. 425–640